# Abda (divindade)
Abda é um nome de uma divindade adorada pelos madianitas (ou midianitas). Seu culto estaria associado ao de Hinda, outra divindade midianita. Para alguns autores, este culto seria praticado no período em que Moisés esteve entre os midianitas.